# Медина Эстевес, Хорхе Артуро
Хорхе Артуро Агустин Медина Эстевес (исп. Jorge Arturo Agustín Medina Estévez; 23 декабря 1926, Сантьяго, Чили — 3 октября 2021, там же) — чилийский куриальный кардинал. Титулярный епископ Тибили и вспомогательный епископ Ранкагуа с 18 декабря 1984 по 25 ноября 1987. Епископ Ранкагуа с 25 ноября 1987 по 16 апреля 1993. Епископ Вальпараисо с 16 апреля 1993 по 21 июня 1996. Архиепископ ad personam c 19 сентября 1996. Про-префект Конгрегации богослужения и дисциплины таинств с 21 июня 1996 по 23 февраля 1998. Префект Конгрегации богослужения и дисциплины таинств с 23 февраля 1998 по 1 октября 2002. Кардинал-дьякон с 21 февраля 1998 по 1 марта 2008 с титулярной диаконией Святого Саба. Кардинал-протодьякон с 24 февраля 2005 по 23 февраля 2007. Возведён в кардиналы-священники pro hac vice с титулом церкви Святого Саба c 1 марта 2008.

## Образование
Прежде чем поступить в семинарию, учился на юридическом факультете Папского Католического университета Чили. Получил степень бакалавра искусств и биологии. Окончил семинарию в Сантьяго, где и защитил докторские диссертации по теологии и каноническому праву. Посвящён в священники 12 июня 1954 года.

## Преподаватель и теолог
До 1965 года преподавал философию в семинарии Сантьяго, до 1994 года — теологию в Папском Католическом университете Чили. В 1974—1985 годах был заместителем великого канцлера этого университета.
Участвовал в работе Второго Ватиканского собора. Позже был членом Международной Теологической комиссии, участвовал в подготовке Катехизиса Католической церкви.

## Епископ
18 декабря 1984 года был назначен титулярным епископом Тибили и вспомогательным епископом в епархии Ранкагуа. Рукоположён в епископы лично папой римским Иоанном Павлом II 6 января 1985 года в Риме. В 1986 году назначен апостольским администратором диоцеза Ранкагуа, а 25 ноября 1987 года епископом этой епархии. 16 апреля 1993 года стал епископом Вальпараисо.
В 1992 году Иоанн Павел II назначил Медину Эстевеса генеральным секретарём IV Генеральной конференции католических епископов Латинской Америки, которая проходила 12—28 октября в Санто-Доминго.

## На работе вКурии
21 июня 1996 года стал про-префектом Конгрегации Богослужения и дисциплины таинств, в этот же день Медина Эстевес оставил пост епископа Вальпараисо и 19 сентября 1996 года получил сан архиепископа.
Кардинал-дьякон церкви Святого Саба (консистория 21 февраля 1998 года).
Префект Конгрегации Богослужения и дисциплины таинств с 23 февраля 1998 года по 1 октября 2002 года.
Кардинал Медина Эстевес был одним из кардиналов-выборщиков, которые участвовали в 2005 году в папском Конклаве, и после его завершения именно он как кардинал-протодьякон по традиции объявил миру имя нового Папы римского — Бенедикта XVI.
23 декабря 2006 года кардиналу Медине Эстевесу исполнилось 80 лет и он потерял право участвовать в Конклавах.
23 февраля 2007 года кардинал Хорхе Артуро Медина Эстевес покинул пост кардинала-протодьякона. Его преемником стал кардинал Дарио Кастрильон Ойос
1 марта 2008 году возведён в кардиналы-священники с титулом церкви pro hac vice Святого Саба.
Скончался кардинал Хорхе Артуро Медина Эстевес 3 октября 2021 года, в Сантьяго. 4 октября 2021 года состоялась заупокойная месса по кардиналу Медина Эстевесу и он был погребён в крипте кафедрального собора архиепархии Сантьяго-де-Чили.

## Факты
После своего 80-летия кардинал Медина Эстевес возвратился в Чили, чтобы помогать как приходской священник.
В декабре 2008 года, при представлении заупокойной мессы по генералу Пиночету, Медина высказался против посещения Чили поп-исполнительницей Мадонной. Медина использовал кафедру проповедника, чтобы косвенно осудить «действия» Мадонны, заявляя, что они поощряют нечистые мысли и действия. В своё время он был сторонником пиночетовского переворота, тогда как многие священники в стране решили противостоять военной диктатуре.